# Josef Marlin
Josef Marlin (* 27. August 1824 in Mühlbach; † 30. oder 31. Mai 1849 in Preßburg) war ein siebenbürgischer Schriftsteller und Journalist im Vormärz. Er schrieb auch unter dem Pseudonym Josi.

## Leben

### Kindheit und Schulzeit
Josef Marlin wuchs als Sohn eines Magistratsbeamten und späteren Finanzrats in Mühlbach auf. Nachdem er zunächst Privatunterricht erhalten hatte, besuchte er ab 1841 das evangelische Gymnasium in Hermannstadt und begann zu dieser Zeit mit seinen ersten schriftstellerischen Versuchen. Die Sehnsucht nach seiner Heimatstadt bezeichnete er als „erste Schöpferin [s]einer Poesie“. Nach dem Ende der Schulzeit ergab sich eine mehr als einjährige Wartezeit, da materielle Gründe und Streitigkeiten mit Marlins Vater bezüglich der Studienwahl einer endgültigen Entscheidung im Weg standen. Diese nutzte er, um mehrere Erzählungen zu verfassen und das Drama „Sachs von Harteneck, der Königsrichter von Hermannstadt“ zu entwerfen. Schließlich bahnte sich dann aber doch eine Entscheidung an – für ein Theologiestudium sollte der junge Marlin nach Wien gehen.

### Studium
Für Marlin begann bei seiner Ankunft in Wien am 21. August 1845 ein prägender Lebensabschnitt. Er befand sich in der Hauptstadt des Vielvölkerstaates der Habsburger und an einem Brennpunkt des Zeitgeschehens. Die Eindrücke und Erfahrungen, die er dort sammelte, bewegten den jungen Mann – gegenüber seinem Vater bekannte er in einem Brief, dass ein „Sturm von neuen Ideen […]durch [s]einen Kopf braus[e]“, seit er dort sei. Er beschäftigte sich ausführlich mit der siebenbürgischen Geschichte und berichtete, dass er „eine Zeitlang in Gefahr [schwebte], in die engen Grenzen eines Patriotism für das Sachsenland zu versinken“. Schließlich aber setzte er sich – ganz im Sinne des Völkerfrühlings – auch mit derjenigen der anderen Völker auseinander: „Das Interesse, das ich an meiner eigenen Nation nehme, entzündet mich für eigentümlich nationale Entwicklung jedes Volkes“. Er vertiefte seine Rumänischkenntnisse und fertigte einige Übersetzungen der rumänischen Literatur an. Die Auseinandersetzung damit mag auch den Plan zur Folge gehabt haben, eine Zeitschrift herauszugeben, die für die Emanzipation des gesamten europäischen Südostens kämpfen sollte 1 – realisiert wurde er allerdings nicht. Marlin schrieb zu diesem Zeitpunkt bereits sehr viel, allerdings hielt er in seinen Erinnerungen selbst fest: „Strenge Sichtung der Gedichte und Vernichtung zahlloser Arbeiten“. Nicht nur durch seine Selbstkritik ergaben sich Probleme, sondern auch die Umsetzung gestaltete sich schwierig: „Viel Romanschreiberei, dachten damals, Verleger seien die wohlfeilste Ware, wurden sehr abgekühlt bei Haas, Braumüller, Hirschfeld und beschlossen die Redaktionen anzugehen“. Im Januar 1846 setzte er sich mit den Zeitschriften „Der Sammler“ und „Österreichische Blätter für Literatur und Kunst, Geschichte, Geographie, Statistik und Naturkunde“ in Verbindung, trieb seine siebenbürgischen Studien voran und arbeitete an verschiedenen Werken. Nachdem Marlin immer mehr Schulden gemacht hatte und darüber in Streitigkeiten mit seinem Vater geraten war, brach er sein Studium ab und nahm im Dezember 1846 eine Hauslehrerstelle in Pest an.

### Schriftstellerdasein und finanzielle Probleme
Im Januar 1847 verfasste er das Drama „Klara von Vyssegrad“, das am deutschen Theater in Budapest aufgeführt werden sollte. Doch das Theater brannte in der Nacht vor der Uraufführung ab – und mit ihm auch das Manuskript. Marlin war zwar weiterhin höchst produktiv, doch auch seine finanziellen Schwierigkeiten hielten an:
„Schrieb nun ein Skizzenbuch und zum ewigen Juden die Dissonanzen des ersten Aufzugs. Wollte ein neuer Diogenes werden, war im Ganzen doch fidel und kam oft mit fröhlichen Landsleuten zusammen. Verkaufte meine Bücher, speiste schmal, fror oft, schrieb dennoch und rauchte Portoriko zu 4 Kr. Trug mein Geschreibe in Hsts [gemeint ist Gustav Heckenast] Buchhandlung. Hoffte auf ein Stück Geld v.d. Eltern und vom Schreibsel aus.“
Aus der Misere half ihm seine Bekanntschaft mit dem Verleger der Pester Zeitung, Gustav Heckenast. Fortan verfasste Marlin Beiträge für das Blatt. Durch diese Tätigkeit stand Marlin in engem Kontakt mit dem Chefredakteur Eduard Glatz und lernte den Schriftsteller Karl Wilhelm Ritter von Martini kennen. 1847 erschienen seine „Politischen Kreuzzüge im Sachsenlande“ in seiner siebenbürgischen Heimat und lösten gemischte Reaktionen aus. In diesem Jahr beendete er zudem die Arbeit an „Attila“ und „Sulamith“. Im Januar 1848 begann er die Arbeit an „Horra“ und schrieb siebenbürgische Novellen – aber: „Immerdar wenig Geld“.

### Politische Ansichten und Betätigung
Die „Politischen Kreuzzüge im Sachsenlande“, die Marlin noch unter dem Pseudonym Josi veröffentlichte, zeigen deutlich seine Verhaftung in den Ideen des Vormärz. Er bekannte, dass er „im jungpatriotischen, liberalen Rausche die Landtagskuriere geschrieben“ habe, wie die Gedichtsammlung ursprünglich heißen sollte.
Obwohl ihm Gustav Heckenast 2000 Gulden für seinen „Horra“ geboten hatte, stürzte sich Marlin bei Beginn der Märzrevolution 1848 in politische Aktivität.  Er trat der ungarischen Nationalgarde bei und veröffentlichte in der Pester Zeitung ein „Politisches Programm an die Siebenbürger Sachsen“. Darin forderte er seine Landsleute auf: „laßt euer Herze einmal hochschlagen für die große, die göttliche Freiheit aller Nationen. […] Setzt euer Volk, setzt die Ehre eures deutschen Namens nicht länger aufs Spiel!“. Weiter rief er auf: „mäkelt nicht lange an den Bedingungen der Union, sondern reicht die Hand offen und ehrlich dem Ungar herüber, denn in der Einigkeit werden wir stark und in der Freiheit tapfer sein“. Ausgehend von den 12 Pester Punkten, sah er unter anderem folgende Reformen in Siebenbürgen als notwendig an:
- Union mit den Ungarn, Freiheit, Gleichheit, Brüderlichkeit
- Gesetzliche Garantie für den nationalen und politischen Verband der Sachsen wie für die Unverletzbarkeit unseres Gebietes
- Die walachisch sprechenden Bewohner des Sachsenlandes müssen in politischer wie in konfessioneller Hinsicht emanzipiert werden und werden zu allen Ämtern, Würden und Handwerken zugelassen.
- Abschaffung des Zehntens, Besteuerung alles kirchlichen Gutes, Salarierung der Geistlichkeit nach Altersstufen
- Gründliche Reform oder nach Umständen Auflösung aller Zünftigkeit
- Öffentlichkeit und Mündlichkeit, Rechnungsablegung unserer Beamten; Säuberung der Magistrate. Licht soll fallen auf die Sünden unserer Bürokratie, welcher wir, nächst unseren Lehrern, alles Elend der Nation zu verdanken haben
- Reform, freie Gestaltung, Lehr- und Lernfreiheit der juridischen Fakultät zu Hermannstadt
- Schulreformen

Marlin schloss seinen Appell mit den Worten: „Der Gott der Freiheit und der Liebe helfe uns, das alles zu vollbringen. Marlin, Nationalgardist“.
Eine öffentliche „Antwort auf das Politische Programm an die Siebenbürger Sachsen“ erhielt Marlin von einer Stelle, die er nicht erwartet hatte – Kritik erlangte er von seinem Vater. Er wollte ihn zwar nicht ob seiner Ideale tadeln, aber er habe in seinem Programm seine „Nation und ihren Beamten-, Lehrer- und Geistlichenstand unverzeihlich gebrandmarkt, und so wie du in der errungenen Preßfreiheit die Berechtigung zu dieser Sprache fandst, fühle ich als Vater mich berechtigt und verpflichtet, eben auch öffentlich dich zurechtzuweisen und dich zu mahnen, die scharfe Waffe behutsam zu gebrauchen, nicht ungerecht zu sein“. Er schrieb weiter: „Sieh! Überall in Europa sind die Völker in voller Aufregung; in unserem Sachsenlande aber, wo die zwischen uns wohnenden Walachen so grausam tyrannisiert werden sollen, herrscht tiefer Frieden, und das Volk hat nur den einen Wunsch: Gott schütze unsere Ordnung der Dinge!“. Auf die „sonderbare Kritik“ gab Marlin in der Pester Zeitung vom 10. Mai 1848 Antwort. Darin warnte er: „Jedes politische Kokettieren der Sachsen mit Deutschland ist – ich sag' es frei – Landesverrat! Bedarf dies der Motivierung, ihr Sachsen, die ihr seit 700 Jahren ungrischen [sic] Boden bewohnt?“. Bald aber rückte Marlin enttäuscht vom Verlauf der Revolution von seinen vorherigen Positionen ab und erklärte als Ursache: „Es ist das Unglück der magyarischen Nationalität, daß sie den verschwisterten Nationalitäten gegenüber keine Mäßigung kennt“. Im Mai 1848 äußerte er sich nahezu resigniert zur Situation in Siebenbürgen folgendermaßen: „So stehen die Sachen in Siebenbürgen, allerorten dräut der Nationenhaß, doch scheinen Walachen und Sachsen dieselbe Tendenz verfolgen zu wollen, und es ist in diesem Augenblicke an keine Union zu denken. Noch sind die Geschicke Österreichs dunkel. Die Weltgeschichte wird entscheiden. Weh' uns, wenn sie ein: „Zu spät!“ über Siebenbürgens Täler hinrufen sollte. Die politische Atmosphäre ist schwül. Ich weiß nicht, ob wir von Westen oder Osten das Gewitter zu erwarten haben“. Als Lajos Kossuth im Oktober 1848 mit der ungarischen Nationalgarde Budapest besetzte, floh Marlin von dort. Er begab sich wieder nach Wien und erhielt „von Gustav Heckenast den Ruf zur zweiten Redakteurstelle zur Pester Zeitung […]; bald aber erhielt er von Cotta die Aufforderung, der Augsburger Allgemeinen Zeitung Berichte über den Gang der in den blutigsten Krieg ausgearteten magyarischen Revolution zu liefern“, wie sein Vater in einem Lebenslauf für Josef Marlin festhielt.

### Tod
Für seine Berichte über die Revolutionsvorgänge für die Augsburger Allgemeine Zeitung reiste Marlin Mitte Mai 1849 nach Preßburg (Bratislava). In seinem ersten Artikel aus der Stadt schrieb er: „Ein Abstecher von Wien nach Preßburg ist Kühnheit in den Augen der Aengstlichen, die Preßburg verlassen aus Furcht vor den Magyaren“. Doch nicht die Ungarn wurden Marlin zum Verhängnis, sondern eine in der Stadt grassierende Choleraepidemie. Josef Marlin erlag ihr am 30. oder 31. Mai 1849, nachdem sein letzter Beitrag in der Augsburger Allgemeinen Zeitung am 28. Mai erschienen war. Sein Vater erzählt in einem Nekrolog von den „liebenden Eltern“ auf die Todesnachricht hin: „Sie träumten lange von der Möglichkeit, daß das Todesgerücht unwahr sei, daß sie den geliebten Sohn in der Kaiserstadt wiederfinden würden. Der Traum ist verschwunden, –  sie fanden nur sein Grab und ihre und der beiden trauernden Schwestern Tränen wecken den Entschlafenen nicht mehr“.

## Der Schriftsteller Marlin

### Frühe Lyrik und Einflüsse
Marlin schrieb von frühester Kindheit an. Er verschlang die Romane von Walter Scott ebenso wie Theaterstücke von August Wilhelm Iffland, Johann Friedrich Jünger und August von Kotzebue. Er las Johann Wolfgang von Goethe und orientiert seine Jugenderinnerungen an dessen Dichtung und Wahrheit. Am Hermannstädter Gymnasium erhielt er eine klassische Ausbildung, sodass auch Horaz und Vergil zu seinen Einflüssen zählen. Ebenso Shakespeare, dessen Werke er im Hermannstädter Theater inszeniert sah. Marlin erklärte, dass ihm in der Kindheit die Lyrik „die einzige, die trostreichste, immer günstige Freundin“ war. Seine Gedichte „waren meist dem Vergil nachgebildete ländliche Beschreibungen“ Soweit er die lyrischen Versuche nicht selbst vernichtete, erschienen sie in seinen Politischen Kreuzzügen. Zum Teil finden sich diese auch im „Liederbuch der Siebenbürger Deutschen“, zu dem Marlin acht Gedichte beitrug und die von J.F. Geltch gesammelt wurden. Gerade für die „Politischen Kreuzzüge“ gilt: „Insgesamt vermittelt die Lyrik Marlins das Bild eines Dichters, dessen Zugehörigkeit zur achtundvierziger Literatur ebensowenig bezweifelt werden kann wie seine Zugehörigkeit zur spezifischen siebenbürgisch-deutschen Literaturentwicklung dieser Zeit. Zugleich hebt der weitere politische Horizont Marlins und sein individuell stärkeres künstlerisches Gestaltungsvermögen ihn aus der Reihe seiner siebenbürgischen Zeitgenossen heraus“.

### Dramen
Nach den ersten schriftstellerischen Versuchen an Gedichten widmete sich Marlin bald auch dramatischen Arbeiten. Insbesondere Melodrame schienen ihm zu liegen. Selbst bekannte er: „Die Bequemlichkeit dieser Stücke, das Lyrische mit dem Dramatischen zu verbinden, sagte mir zu, da ich wenigstens hinsichtlich des Lyrischen schon einige Übung besaß“. Er begann an einigen dramatischen Stoffen zu arbeiten, schien aber immer wieder die Motivation zu verlieren und widmete sich anderen Thematiken. Zu einem begonnenen Werk über Manfred von Sizilien, erklärte er etwa: „Die Verse waren im ersten Aufzug an Tausende, im zweiten Aufzug aber verließ mich die Lust an dem ausgedehnten Werk“. Marlin arbeitete daneben an einem Drama zur Iphigenie, zur Legende von Ahasverus, des Ewigen Juden, sowie an einem Stoff aus seiner Heimat Siebenbürgen, dem Decebalus. Aber auch bei diesem musste er erkennen, dass der Entwurf seinen „Kräften durchaus nicht angemessener war“. Aussichtsreicher gestaltete sich dies bei dem Trauerspiel „Klara von Vyssegrad“, das an der Pester deutschen Bühne aufgeführt werden sollte – doch ein Brand verhinderte die Inszenierung und vernichtete zugleich das Manuskript. Das Drama „Sachs von Harteneck, der Königsrichter von Hermannstadt“ entstand zwischen Dezember 1844 und Mai 1846 – zwar wurde es wohl bereits im Sommer 1846 dem Buchdrucker Johann Gött aus Kronstadt zugesandt, doch es geriet in Vergessenheit und blieb zu Lebzeiten Marlins unveröffentlicht. Erst 1956 wurde es wiederentdeckt und zwei Jahre später publiziert.

### Prosa
Auch dem Genre der Prosa widmete sich Marlin, jedoch mit demselben Resultat, das sein Wirken in der Dramatik erfuhr. Marlin arbeitete an vielem, doch seine scharfe Selbstkritik führte dazu, dass er viele Entwürfe verwarf und vernichtete, da sie hinter seinem eigenen Anspruch zurückblieben. So hatte er beispielsweise an einem humoristischen Roman gearbeitet, der „den Zustand der Menschheit jenseits des Todes zum Vorwurf hatte“ und zugleich „das neunzehnte Jahrhundert in all seiner Verderbtheit, Eitelkeit, Gewinnsucht und Egoismus“ verspotten sollte. Doch Marlin vernichtete alle Fragmente. Drei Romane allerdings kamen zur Veröffentlichung: Sulamith (1848), eine zweibändige Schilderung aus der Geschichte des alten Israel, der dreibändige Attila (1847), eine epische Szenenfolge aus der Völkerwanderungszeit, sowie das fragmentarisch gebliebene Werk Horra. Kriegs- und Friedensbilder aus dem Volksleben der Rumänen oder Walachen Siebenbürgens. Es widmete sich dem Aufstand unter Horea, Cloşca und Crişan. Dieser Roman erschien unter Veränderungen und mit einem Schluss versehen 1896 unter dem Titel „Ein Freiheitskampf in Siebenbürgen“ unter dem Namen von Karl Bleibtreu. Dieser hatte in den 1880ern Siebenbürgen bereist und war von Angehörigen Marlins gebeten worden, den Roman anonym oder unter seinem Namen erscheinen zu lassen.  Marlin schrieb seinem Vater über den Roman: „Die Zeitperiode ist der Landtag von 1791, wo die walachischen Bischöfe eine Supplik wegen Gleichstellung der Walachen mit den übrigen Nationen einreichten, und wo die Ungarn das Recht erhielten, sich auf sächsischem Boden anzukaufen, somit die sächsische Verfassung einen Grundpfeiler verlor, indem sie der Vermischung mit fremden Elementen offen stund. Der Boden, den ich hier betrete, ist gefährlich, ich fühle wie mißlich es ist, zwischen diesen Parteien zu stehn, aber die große Tendenz des Werkes ist, die Idee zwar nationaler Entwicklung, aber republikanischer und kosmopolitischer Union zu verbreiten.“ Sulamith schildert „den Freiheitskampf eines unterjochten Volkes“, während im Attila das Thema Macht entscheidend ist. „Durch Marlins Schilderungen werden die Wesenszüge einer tyrannischen Herrschaft gegenständlich“. Marlin entwarf auch eine Vielzahl an Erzählungen, wie etwa Das einsame Haus, Baba Noak, Der Mann mit dem Gesicht und Die Berge von Sugag. Einige seiner Erzählungen wurden posthum in dem Sammelband Jenseits der Wälder. Siebenbürgische Erzählungen (1850) veröffentlicht.

### Politische Publizistik
„Das literarhistorisch vermittelte Bild von Josef Marlin zeigt ihn durchgehend als politischen Dichter oder zumindest als Autor, dessen Werk deutlich von den gesellschaftlichen und politischen Fragen seiner Zeit determiniert wird“. Zwar reichte Marlin schon während seiner Wiener Studienzeit Beiträge in verschiedenen Zeitschriften ein, aber diese befassten sich überwiegend mit kulturellen und literaturhistorischen Fragen im Sachsenland. Sein erster Aufsatz hieß Über den Ursprung und die Literatur der Rumunen oder Walachen. Bedeutsamer aus politischer Hinsicht war seine Tätigkeit für die Pester Zeitung, in der er die Siebenbürger Briefe veröffentlichte, und die Augsburger Allgemeine Zeitung. Seine politische Einstellung wird gemeinhin an seinen Artikeln in der Pester Zeitung 1848 festgemacht, „wohl weil sie sich hier am aggressivsten manifestierte und sich über ihre Rezeption in Siebenbürgen den Zeitgenossen das zwar einprägsame, aber wenig differenzierte Bild eines revolutionären, wenn nicht gar radikalen Autors vermittelt hatte“. Während Marlin in seinen Politischen Kreuzzügen noch „der Hoffnung Raum gibt, daß ein starkes, reformfähiges Österreich die Fragen der Zeit noch lösen könne“, schlug er sich mit Beginn der Märzrevolution 1848 auf die Seite „der ungarischen Revolutionäre in der Annahme, dieser Weg gewährleiste auch die Verwirklichung der legitimen gesellschaftlichen und politischen Fernziele der anderen Nationalitäten aus diesem Teil Europas“. Doch dass ihm der Werdegang seines Vaterlandes ein besonderes Anliegen ist, zeigt sein oben dargestelltes Politisches Programm an die Siebenbürger Sachsen, das in der Pester Zeitung erschien. Betont werden muss aber auch, dass er in diesem Programm die Emanzipation der rumänischen Bevölkerung Siebenbürgens forderte. Enttäuscht vom Revolutionsverlauf in Ungarn, bei dem Marlin „seine weitgespannten demokratischen Ideale verraten“ sah, kam es zu einer Wendung in Marlins Haltung, die sich in seinen Beiträgen für die Augsburger Allgemeine Zeitung manifestierte. Er begann seine Berichterstattung noch in Budapest, reiste dann nach Wien, und ab 12. Mai 1849 berichtete Marlin aus Pressburg (Bratislava). Seine Abkehr von Ungarn und die Zuwendung zu Österreich zeigt sich etwa an folgender Aussage Marlins vom 8. Mai 1849: „Man hofft vergebens, das Magyarenthum werde nach erkämpfter Unabhängigkeit die Gleichberechtigung der Stämme aussprechen. Das magyarische Reiche müßte damit sich selber verläugnen und auf der Basis der Gleichberechtigung ein kleineres schwächeres Oesterreich werden, wofür wir nicht noth hätten unser großes starkes Österreich aufzugeben. Der Magyarismus muß also egoistisch an seiner absonderlichen politischen Berechtigung festhalten, und gegen diesen rechtsverletzenden, u n d e m o k r a t i s c h e n Egoismus zieht Oesterreich zu Felde. Darin finden wir die Berechtigung zu diesem unglücklichen Kriege“.

### Rezeption und Kritik
Mit dem Erscheinen der Politischen Kreuzzüge, die unter dem Pseudonym Josi veröffentlicht wurden, stand fest, dass sie breites Echo jeder Couleur hervorrufen würden. Sie erregten „wegen ihres Inhaltes, ihres politischen Ernstes und ihrer gekonnten Form großes Aufsehen, zumal man nicht [wusste], wer sich hinter dem Pseudonym verbirgt“. In einer Rezension war zu lesen, dass es „uns immer zum Vergnügen [gereicht], wenn wir ein vaterländisches Werk anzuzeigen haben; umso mehr, wenn wie in diesem Falle das Werk von einem zum ersten Male debütirendem Schriftsteller aus unserer Mitte herrührt und wir mit gutem Gewissen mit der Anzeige eine verdiente Anempfehlung desselben verbinden können“. Weiterhin schreibt der Rezensent aber, dass die Gedichte IX und XI „als beleidigend“ aufgefasst werden müssen und dass „die Satyre hier in etwas anderes aus[artet] und einem jungen Satyriker [sei] es nicht erlaubt Alles zu begeifern“. Dagegen schwärmte Karl Kurt Klein noch 1929 von den „Kreuzzügen“ und verfasste einen vielzitierten Satz darüber: „Aufrütteln wollen diese Gedichte, mit dem Skorpion des Spotts und der Satire in das innerste Volksleben treffen und bessern. Hier war noch Sturm und drangvolle Unklarheit, aber flammender Zorn, Wollen eines jungen Riesen. Scharf treffend stand Marlin das Wort zur Hand, fügte sich ihm der Vers des Sonetts, die Spitze des Spottgedichts“.
In einer Rezension zum Attila heißt es: „Vorerst freuen wir uns herzlich, daß ein junger Sachse aus Siebenbürgen den Muth gehabt hat, sein Schneckenhaus vom Rücken zu schütteln, und auf dem reich besetzten europäischen Kampfplatz der Belletristik zu erscheinen, um sich die goldenen Sporn in der Romanliteratur zu verdienen“. Vor allem sein Politisches Programm bescherte Marlin einige Kritik. Als er sich im Mai 1848 bei seiner Familie befand, konnte man im „Siebenbürger Boten“ lesen: „Der Pester Nationalgardist und filius perditus patriae Marlin befindet sich […] seit ein paar Tagen in unserer Mitte, wahrscheinlich um uns Unionsideen einzuimpfen“ – auch der Rat, Siebenbürgen schnellstmöglich wieder zu verlassen, wurde Marlin in diesem Artikel gegeben. Aber auch die Ungarn, die sich wohl von Marlin verraten fühlten, sparten nicht an Kritik – umso prekärer, als gerade in der Pester Zeitung in seinem Nachruf verschrien wurde: „Der als früherer Mitarbeiter der Pester Zeitung und Verfasser des Romanes Attila bekannte Joseph Marlin, der wohl einiges Talent, aber wenig Charakter besaß, da er mit jedem Standwechsel der Dinge seine Meinung änderte und in den letzten Tagen von hier geflüchtet war, ist in Preßburg an der Cholera gestorben“.

## Werke
- Politische Kreuzzüge im Sachsenlande, Hermannstadt 1847 (unter dem Pseudonym Josi).
- Dichterjugendland, Schässburg 1926.
- Attila. Zuchtruthe Gottes, Beben der Welt, 3 Bd., Budapest 1847.
- Sulamith, Pest 1848.
- Jenseits der Wälder. Siebenbürgische Erzählungen, 1850 (posthum).
- Horra. Kriegs- und Friedensbilder aus dem Volksleben der Rumänen oder Walachen Siebensbürgens (unabgeschlossen, 1896 auf Bitten der Angehörigen Marlins von Karl Bleibtreu unter dessen Namen und dem Titel Ein Freiheitskampf in Siebenbürgen veröffentlicht).
- Sachs von Harteneck, der Königsrichter von Hermannstadt, Bukarest 1958 (1846 abgeschlossen).